# Daseochaeta pulchra
Daseochaeta pulchra är en fjärilsart som beskrevs av Alfred Ernest Wileman 1912. Daseochaeta pulchra ingår i släktet Daseochaeta och familjen nattflyn. Inga underarter finns listade i Catalogue of Life.

## Bildgalleri

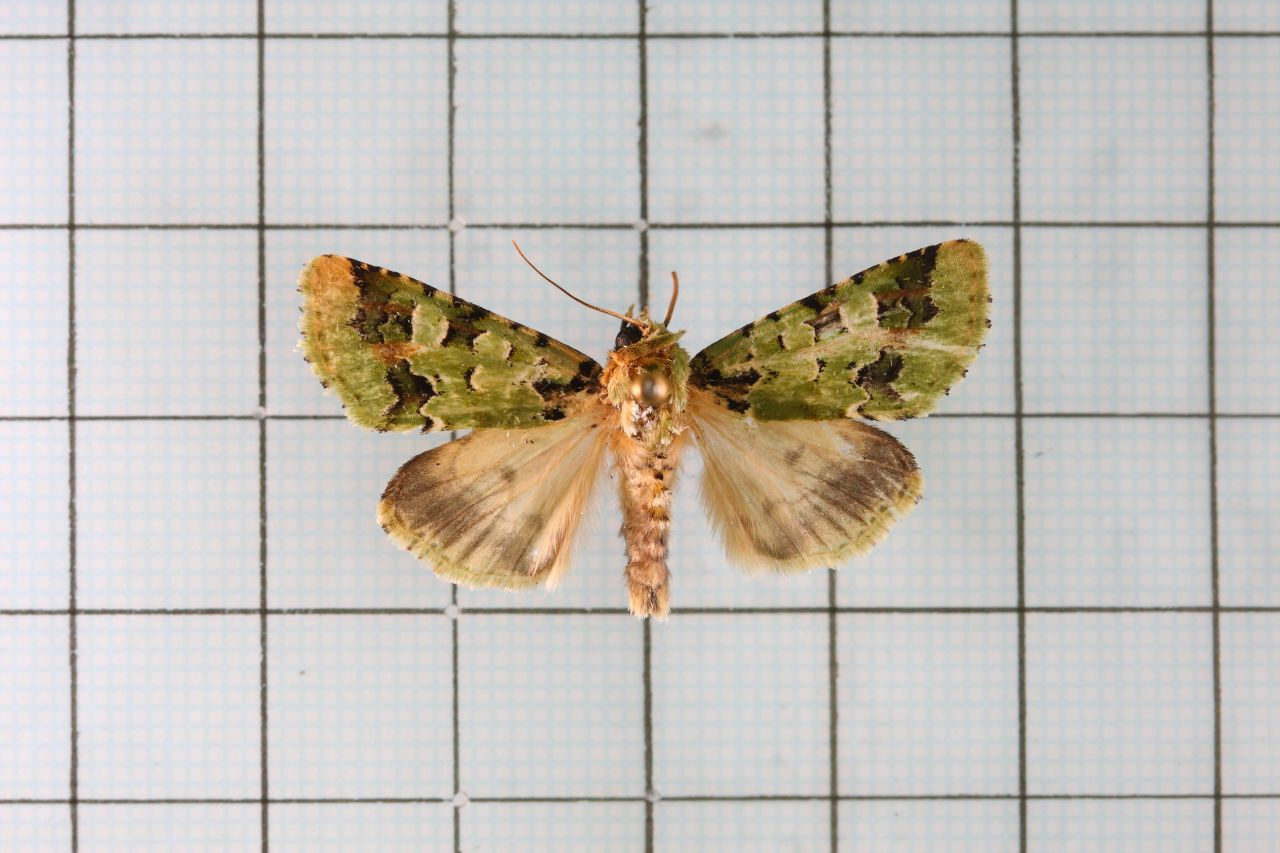
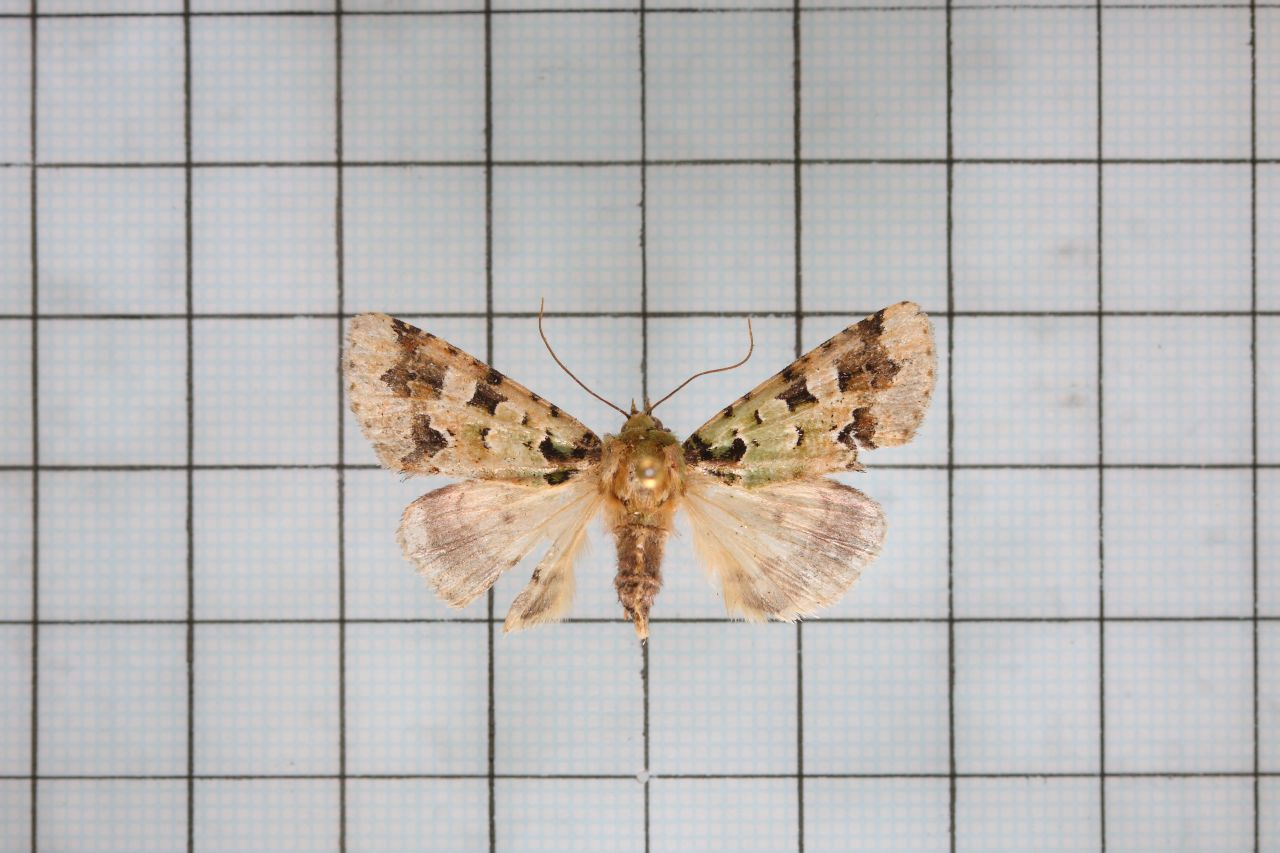
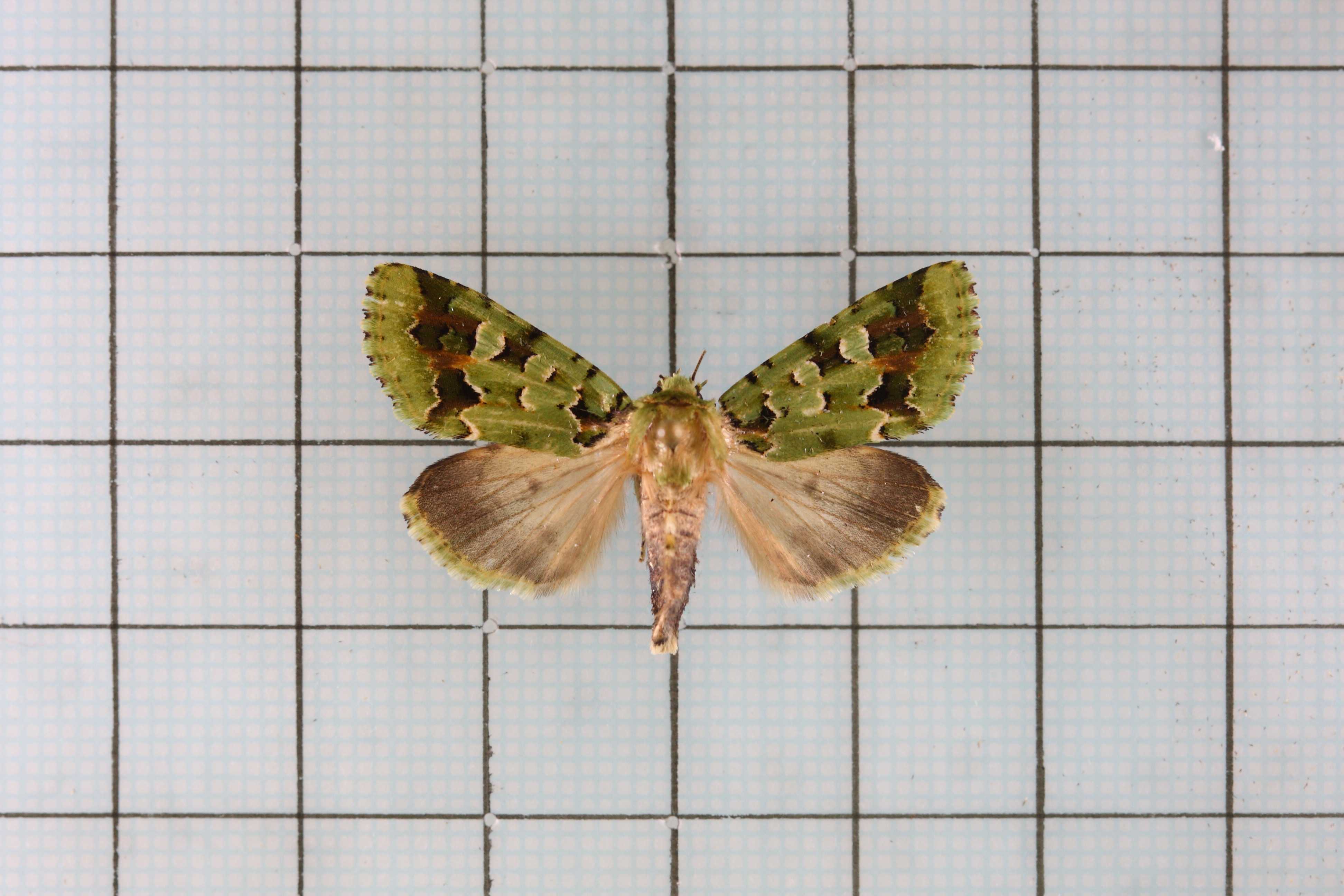
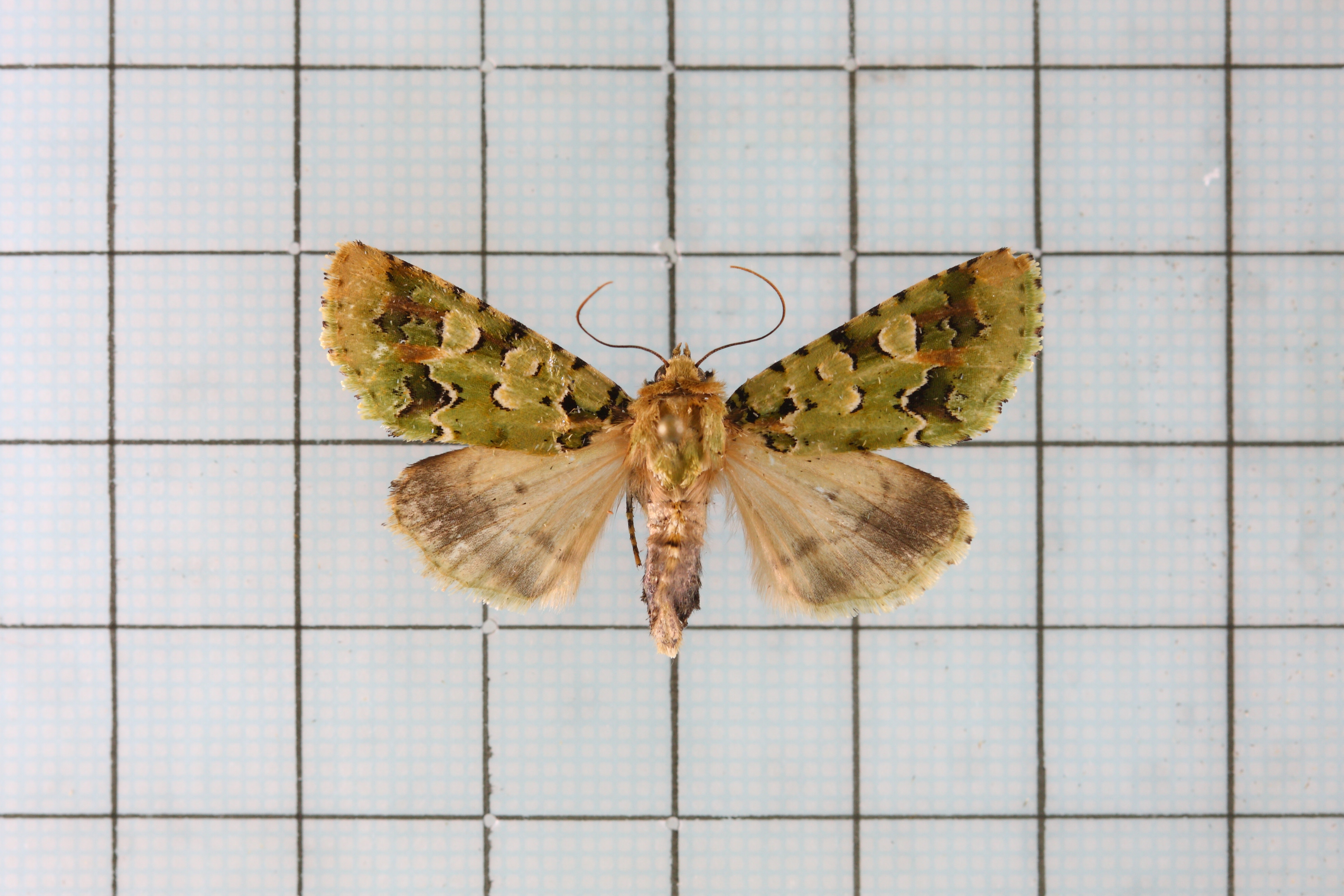